# Macrotes netrix
Macrotes netrix là một loài bướm đêm trong họ Geometridae.